# Coppinsia
Coppinsia är ett släkte av lavar som beskrevs av Helge Thorsten Lumbsch och Esther Heibel. 
Coppinsia ingår i familjen Agyriaceae, ordningen Agyriales, klassen Lecanoromycetes, divisionen sporsäcksvampar och riket svampar. Släktet innehåller bara arten Coppinsia minutissima.